# IC 3681
IC 3681 је појединачна звијезда у сазвјежђу Ловачки пси која се налази на листи објеката дубоког неба у Индекс каталогу.
Деклинација објекта је + 39° 5' 3" а ректасцензија 12h 42m 1,2s.